# Orthetrum caledonicum
Orthetrum caledonicum is een libel die in Australië voorkomt.
Mannetjes hebben een doorzichtig blauw borststuk en een blauwe buik. Vrouwtjes zijn bruinachtig grijs van kleur. Ze hebben een gemiddelde lichaamslengte van 4,5 cm en een gemiddelde spanwijdte van 7 cm. 
De libel komt in heel Australië voor en heeft zich ook verspreid naar omliggende eilanden, zoals Tasmanië.
1. ↑  (en) Orthetrum caledonicum op de IUCN Red List of Threatened Species.